# Tola Mankiewiczówna

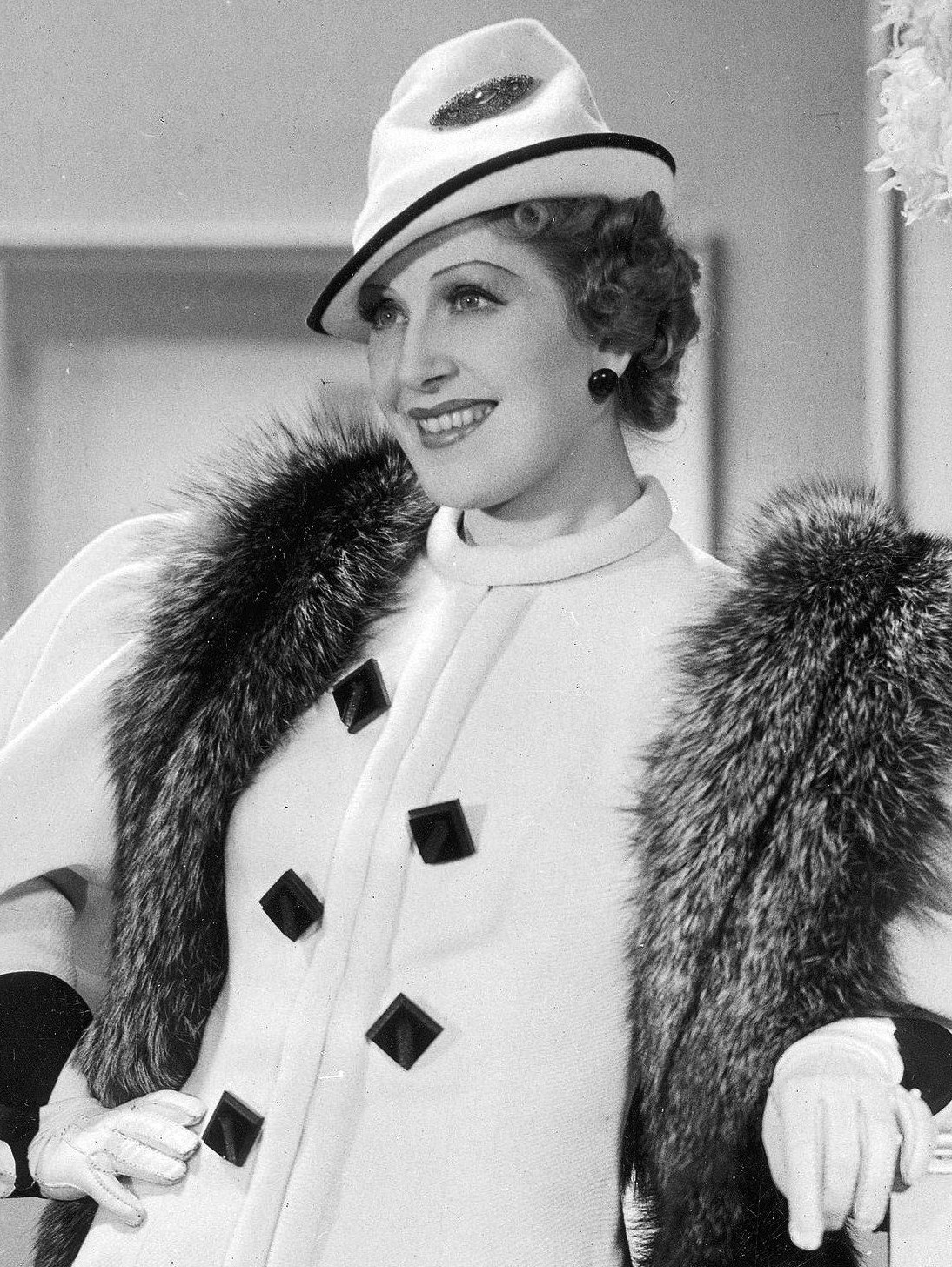
Tola Mankiewiczówna im Jahr 1936

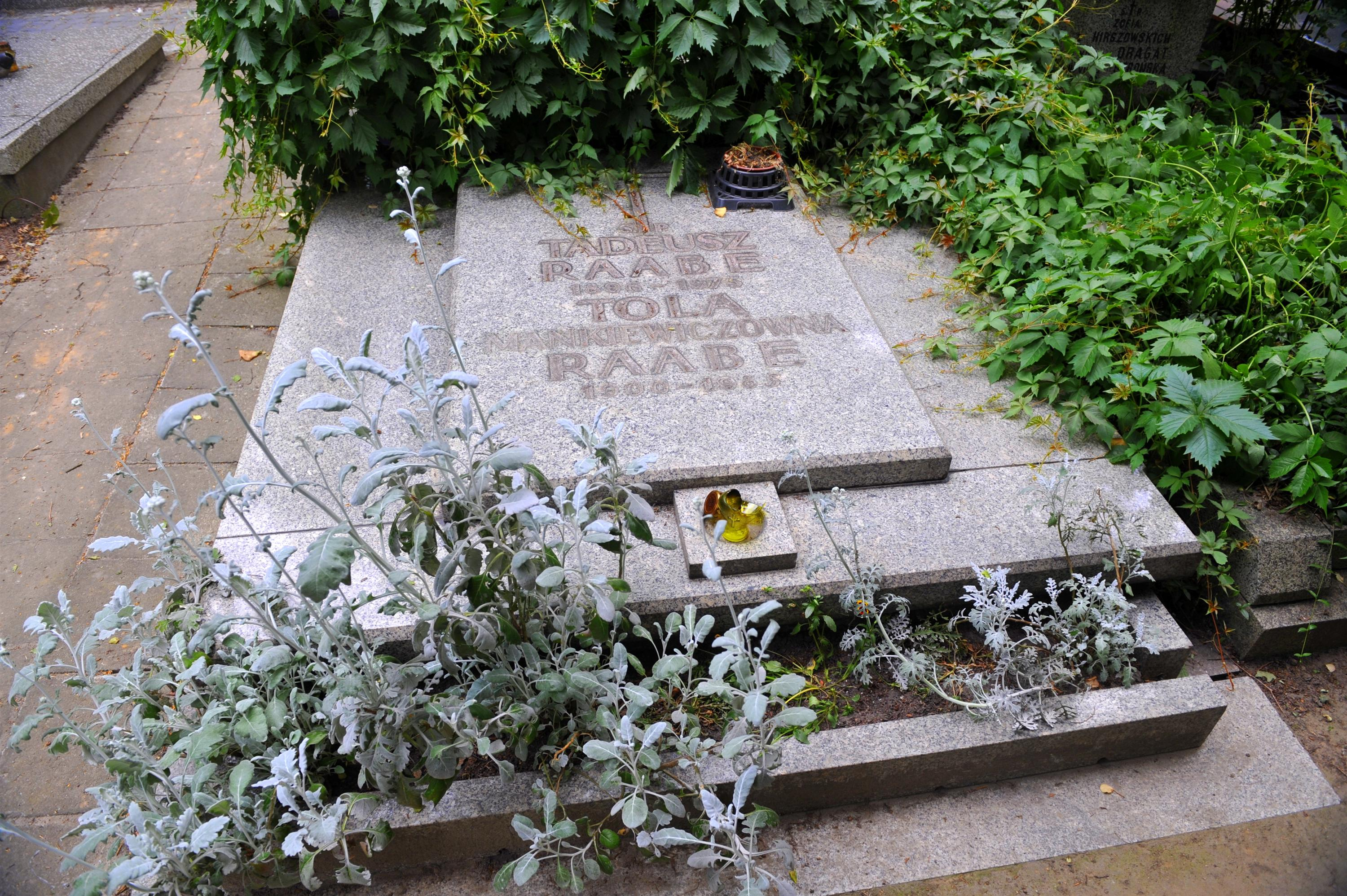
Das Grab von Mankiewiczówna und ihrem Mann Tadeusz Raabe

Tola Mankiewiczówna (eigentlich Teodora Oleksa; * 8. Mai 1900 in Bronowo (Połczyn-Zdrój); † 27. Oktober 1985 in Warschau) war eine polnische Sängerin und Schauspielerin.

## Leben
Tola Mankiewiczówna wurde 1900 in Bronowo (Połczyn-Zdrój) in der Woiwodschaft Westpommern geboren. Sie studierte nach dem Abitur am Warschauer Konservatorium Klavier, außerdem nahm sie Privatunterricht in Gesang und Schauspiel. Am 21. April 1922 debütierte sie an der Warschauer Oper und war dort bis 1924 Ensemblemitglied. Ab 1924 studierte sie für vier Jahre in Mailand Gesang und kehrte dann als Solistin an die Warschauer Oper zurück, wo sie bis 1932 blieb. Als die Oper geschlossen wurde, wechselte sie zur Operette. Ihr Debüt hatte sie am 30. Dezember 1931 am Teatr Nowości in der Operette Ein Walzertraum, in der sie die Rolle der Franzi (Sopran) übernahm. Hiermit hatte sie großen Erfolg, was ihre weitere Karriere nachhaltig beeinflusste. In den nachfolgenden Vorkriegsjahren wirkte sie an den renommierten Operettentheatern, 1935 und 1938 sang sie auch in Berlin. In 1930er Jahren war sie auch auf der Leinwand als Darstellerin in populären Musikkomödien zu sehen und sang Hitkompositionen von Henry Vars und Jerzy Petersburski. Im Sommer 1939 erhielt sie das Angebot, in dei Vereinigten Staaten zu gehen und in Hollywood zu drehen, doch der Beginn des Zweiten Weltkriegs verhinderte dies.
Mit Beginn des deutschen Überfalls auf Polen kam Tola Mankiewiczówna nach Białystok, wo sie am Polnischen Theater als Sängerin und Schauspielerin arbeitete, bevor sie 1942 wieder nach Warschau ging. In den Jahren nach dem Zweiten Weltkrieg ersuchte sie, ihre Vorkriesgkarriere wieder aufzubauen, allerdings hatte die kommunistische Kultur kein großes Interesse mehr an den früheren Stars.  trat sie vorwiegend als Bühnenkünstlerin auf und gab Liederabende und Konzerte. Von 1951 bis 1955 spielte sie am Neuen Theater, danach ging sie wieder zur Warschauer Operette.
Tola Mankiewiczówna war seit 1935 bis zu dessen Tod mit dem jüdischen Anwalt Tadeusz Raabe (1896–1975) verheiratet. Nachdem Raabe vorstorben war, beendete Mankiewiczówna ihre Karriere. Sie selbst starb 1985, beigesetzt wurde sie neben ihrem Mann auf dem evangelisch-reformierten Friedhof in der Żytnia-Straße.

## Filmografie
- 1933: Dziesiec procent dla mnie
- 1934: Co mój mąż robi w nocy…
- 1934: Śluby ułańskie
- 1934: Parada rezerwistów
- 1935: Manewry miłosne
- 1937: Pani minister tańczy
- 1938: Szlakiem mew